# Samoyed
Samoyed (/ˈsæməjɛd/ SAM-ə-yed hoặc /səˈmɔɪ.ɛd/ sə-MOY-ed; tiếng Nga: Самое́дская соба́ка or Самое́д) là một giống chó chăn gia súc kích thước trung bình có lông dày và lớp bảo vệ màu trắng. Đây là một loài chó thuộc họ spitz, được đặt tên theo những người người Samoyedic sống ở Siberia. Xuất phát từ loài chó chăn gia súc Nenets Herding Laika, chúng là động vật được thuần hóa được sử dụng trong công việc chăn gia súc, săn bắn, bảo vệ và kéo xe trượt.
Chó Samoyed thường có màu trắng và có thể có một ít màu nâu trên lớp lông bảo vệ kép của chúng, tự nhiên chống bẩn. Chúng được biết đến là được sử dụng trong các cuộc thám hiểm ở cả vùng Bắc Cực và Nam Cực và có tính cách thân thiện và dễ chịu.

## Dòng họ

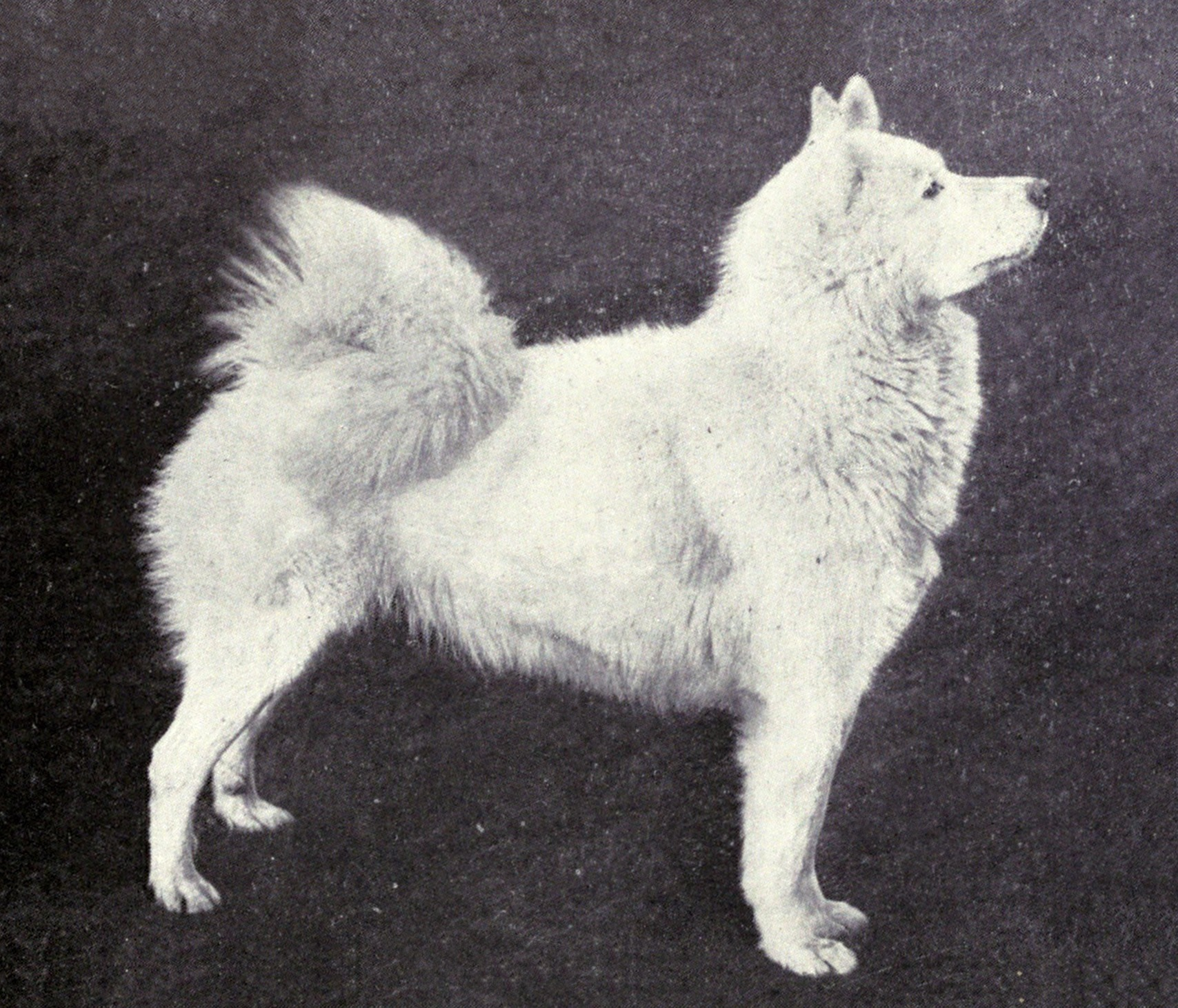
Samoyed, khoảng năm 1915

Tổ tiên của chó Samoyed là Nenets Herding Laika, một loài chó spitz được dùng phổ biến trong công việc chăn nuôi tuần lộc ở miền Bắc Xíberia, đặc biệt là dân tộc Nenets - những người bị coi thường và gọi là Samoyeds vào thời điểm đó. Bằng chứng về DNA xác nhận rằng Samoyed là một giống chó cơ bản tồn tại trước sự ra đời của các giống chó hiện đại vào thế kỷ 19. Một nghiên cứu về di truyền học của hai mẫu chó gần 100 tuổi, thu được từ dân tộc Nenets ở Bán đảo Yamal, cho thấy chúng có liên quan đến hai mẫu chó có tuổi đời 2.000 năm và 850 năm, cho thấy sự liên tục của dòng họ này trong khu vực này. Hai con chó 100 tuổi có mối quan hệ mật thiết với giống chó Samoyed, cho thấy dòng họ cổ xưa sống trong chó Samoyed hiện đại.

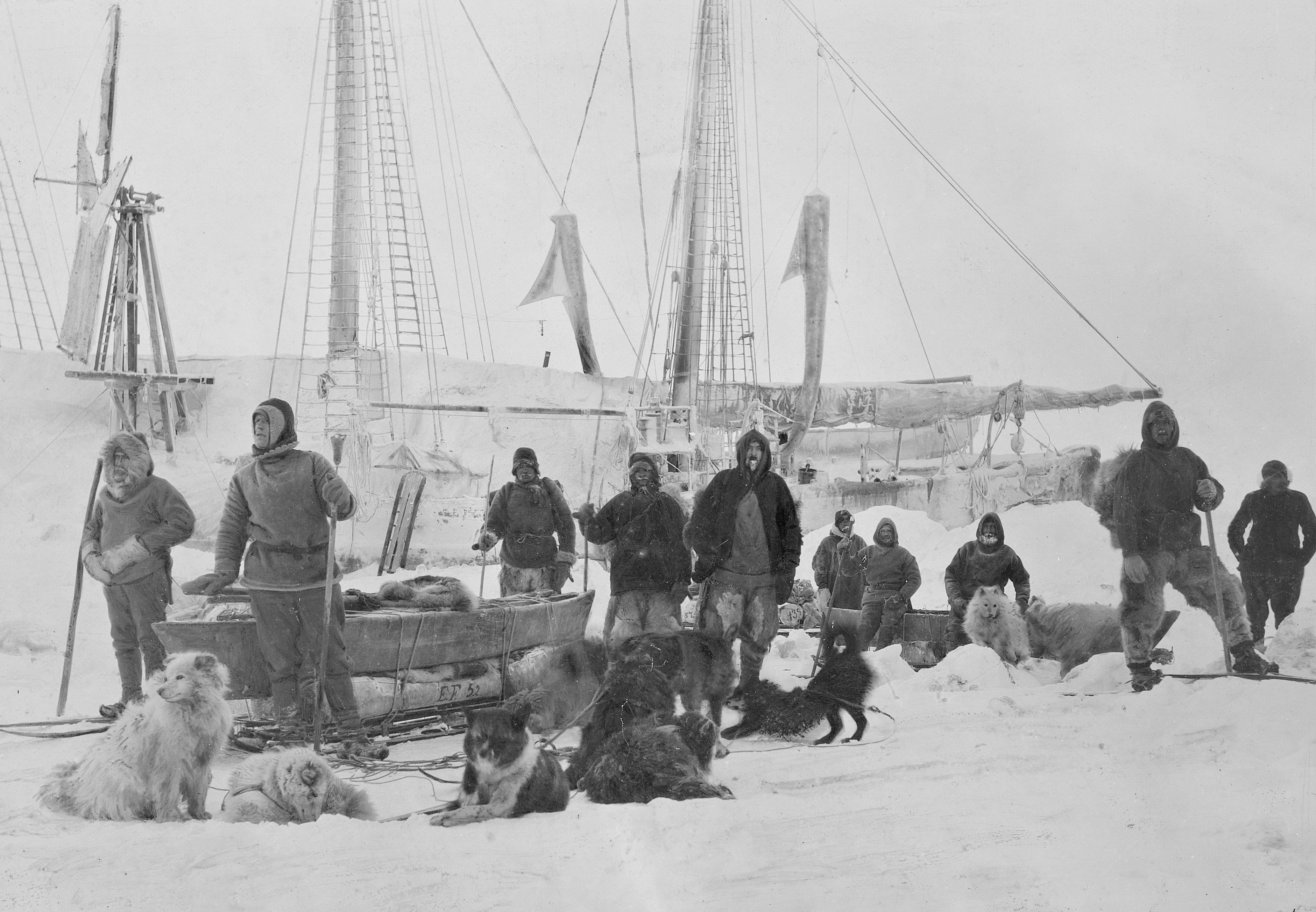
Nansen Johansen khởi hành đến Bắc Cực

Trong quá trình chuẩn bị cho cuộc thám hiểm đến Bắc Cực Cuộc thám hiểm Fram vào năm 1893-1896, đã mua 33 con chó từ dân tộc Nenets. Trong số này, 28 con chó sẽ đi đến Bắc Cực, nhưng không một con chó nào sống sót. Các con chó còn lại, bao gồm cả con chó con được sinh ra trong hành trình, đã được để lại trên tàu. Vào tháng 4 năm 1893, con chó đực lại có một lứa con khác, hầu hết là màu trắng. Theo ghi chú của Nansen "... tất cả những con chó đều mạnh mẽ, bền bỉ và tuyệt vời trong việc kéo xe trượt; chúng làm việc rất tốt trong việc săn bắt gấu Bắc Cực [cũng như vậy]." Những con chó này đã trở thành những con chó Samoyed gốc.

## Diện mạo và đặc điểm

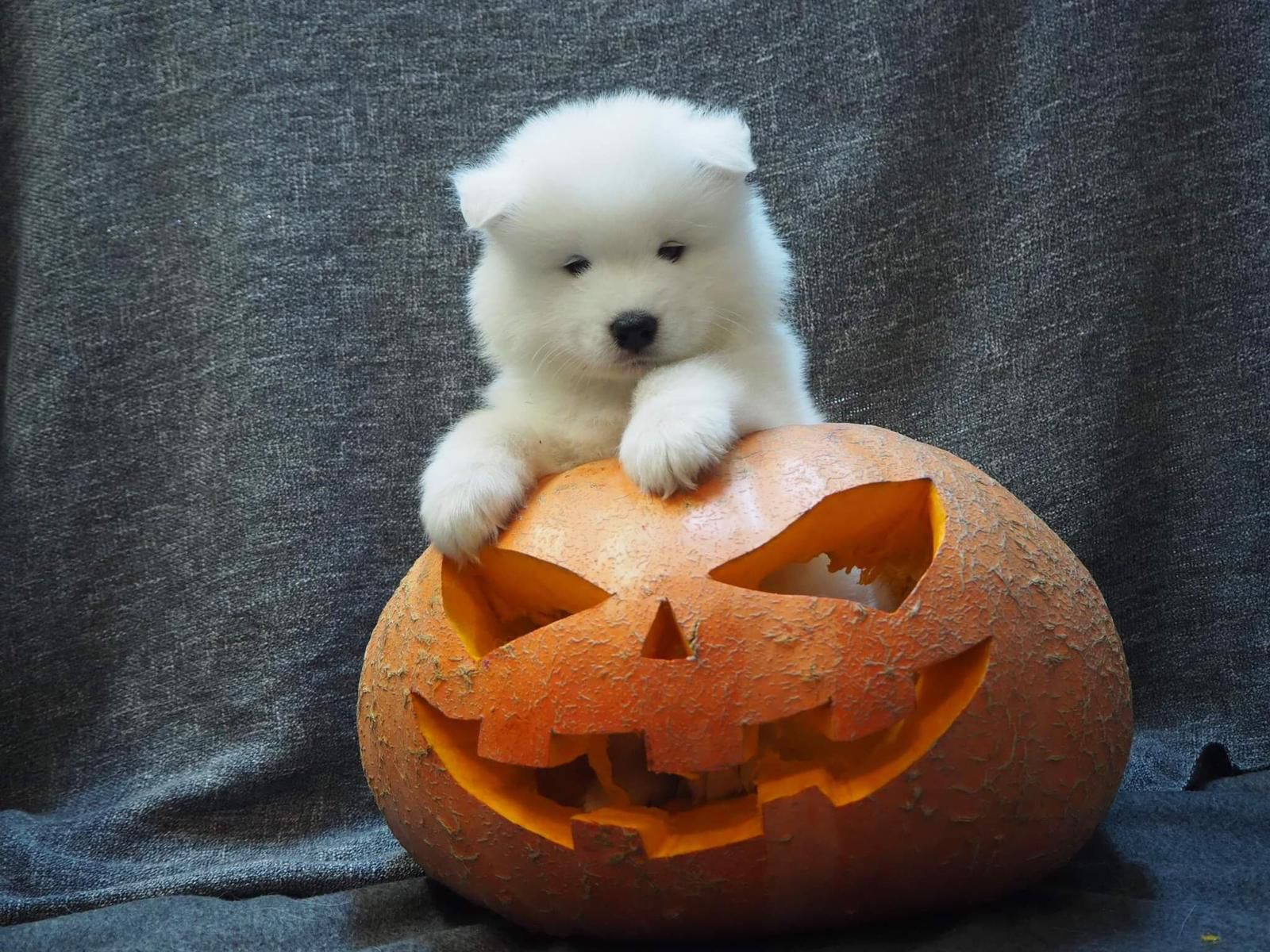
Chó Samoyed con

Tiêu chuẩn của AKC yêu cầu cân nặng từ 45–65 pound (20–29 kg) và chiều cao từ 21–23,5 inch (53–60 cm) ở con đực, và cân nặng từ 35–50 pound (16–23 kg) và chiều cao từ 19–21 inch (48–53 cm) ở con cái. Tiêu chuẩn của UK Kennel Club yêu cầu chiều cao từ 51–56 xentimét (20–22 in) ở con đực, và chiều cao từ 46–51 xentimét (18–20 in) ở con cái.
Mắt của chó Samoyed thường có màu đen hoặc nâu và có hình dạng hạt hồ hởi. Chó Samoyed có mắt màu khác như màu xanh lá cây cũng tồn tại, nhưng không được chấp nhận trong cuộc thi. Samoyed thuộc "phần màu nâu và đen" trong gia đình chó Spitz.
Tai của chó Samoyed dày và được phủ lông, hình tam giác và thẳng đứng. Tai chúng thường là màu trắng nhưng có một chút màu nâu nhạt đến đậm (được gọi là "biscuit") một cách khác nhau. Màu nâu thường nằm trên tai nhưng cũng có thể nhìn thấy trên toàn bộ cơ thể.
Đuôi của chó Samoyed là một trong những đặc điểm phân biệt của giống chó này. Giống như chó Alaskan Malamute, đuôi được cuộn lên phía sau lưng; tuy nhiên, khác với Alaskan Malamute, đuôi của chó Samoyed được giữ chạm vào lưng thực sự. Thông thường, nó không được cuộn chặt hoặc giơ cao như một cờ; thường được xòe lên trên lưng và về một bên. Trong thời tiết lạnh, chó Samoyed có thể ngủ với đuôi che kín mũi để cung cấp thêm sự ấm áp. Hầu hết các chó Samoyed sẽ để đuôi hạ xuống khi họ thư giãn và thoải mái, như khi được vuốt ve hoặc khi ăn, nhưng sẽ cuộn lại đuôi khi tỉnh táo hơn.
Chó Samoyed có một lớp lông dày, kép. Lông bảo vệ bên ngoài chứa những sợi lông dài, cứng và thẳng, có vẻ trắng nhưng có màu bạc nhạt. Lớp lông này giữ lớp lông bên dưới tương đối sạch sẽ và không bị bụi bẩn. Lớp lông bên dưới, hoặc lông nội, bao gồm một lớp lông dày, mềm và ngắn giữ cho chó ấm áp. Lông bên dưới thường rụng mạnh một hoặc hai lần một năm, và quá trình này có thể được gọi là "lông rụng mùa". Điều này không có nghĩa là chó Samoyed chỉ rụng lông trong thời gian đó; những sợi lông mảnh (so với những cụm lông dày rụng trong lúc rụng mùa) sẽ rụng suốt cả năm, và có xu hướng dính vào vải và bay trong không khí. Chó Samoyed tiêu chuẩn có thể có một sự kết hợp giữa màu bánh mì và màu trắng, mặc dù các chó màu trắng tinh khiết và chỉ màu bánh mì cũng phổ biến. Con đực thường có mảng lông cổ lớn hơn con cái. Mặc dù giống chó này được quảng cáo là "không gây dị ứng", nhưng chó vẫn rụng lông khá nhiều và cần được chải lông thường xuyên. Mặc dù giống chó có thể gây ra ít chất gây dị ứng hơn, nhưng cần thận trọng đối với những người bị dị ứng nghiêm trọng.
Lông Samoyed đã rụng thường được sử dụng như một vật liệu thay thế len trong việc đan len, với cấu trúc tương tự len Angora. Lông cũng đôi khi được sử dụng để tạo ra mồi giả trong mồi giả câu cá.
Tuổi thọ của giống chó này là khoảng 12-13 năm.

## Tính cách

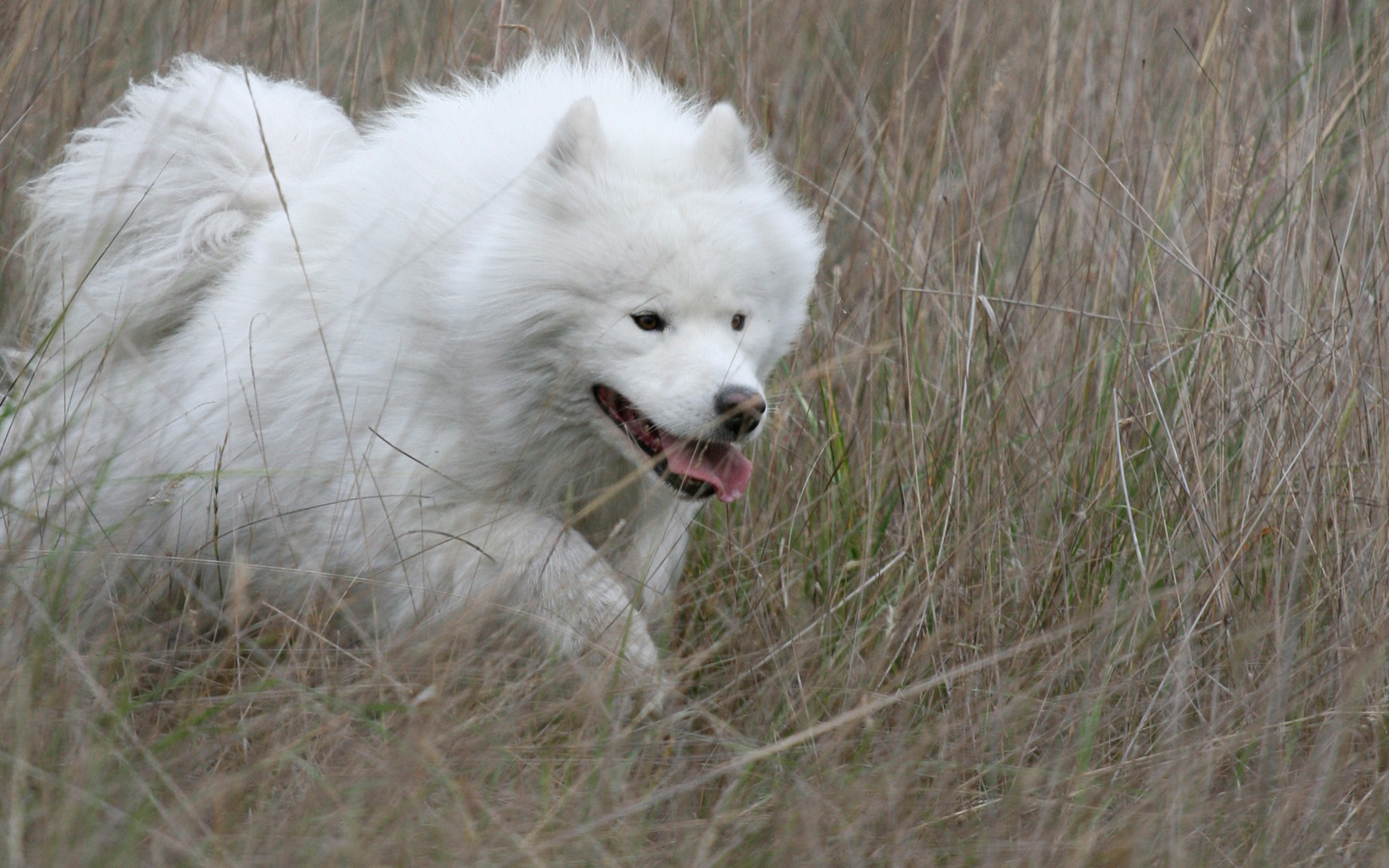
Chó Samoyed năng động

Tính cách thân thiện và dễ gần của chó Samoyed khiến chúng trở thành những chú chó bảo vệ kém; chó Samoyed hung hăng là hiếm. Giống chó này có đặc điểm là diện mạo tỉnh táo và vui vẻ, điều này đã tạo ra biệt danh "nụ cười Sammie" và "chú chó tươi cười". Tuy nhiên, với xu hướng sủa của chúng, chúng có thể trở thành những chú chó canh gác chăm chỉ, sủa khi có điều gì đó tiếp cận lãnh thổ của chúng. Chó Samoyed là những người bạn đồng hành tuyệt vời, đặc biệt là với trẻ nhỏ hoặc thậm chí các chú chó khác, và chúng vẫn vui chơi đến tuổi già. Theo Samoyed Club of America, khi chó Samoyed trở nên buồn chán, chúng có thể trở nên phá hoại hoặc bắt đầu đào bới. Với nguồn gốc từ việc kéo xe trượt tuyết, chó Samoyed không ghê gì việc kéo đồ và một chú chó Samoyed chưa được huấn luyện không gặp vấn đề gì khi kéo chủ nhân của nó bằng xích thay vì đi bên cạnh.

## Hoạt động
Chó Samoyed có thể tham gia các cuộc thi thử thách về nhanh nhẹn chó, xe kéo, huấn luyện ngoan ngoãn, biểu diễn chó, flyball (môn thể thao chó), đuổi theo dấu, mushing (kéo xe trượt tuyết) và các sự kiện chăn cừu. Bản năng chăn cừu và tính dễ huấn luyện có thể được đo đạc thông qua các bài kiểm tra chăn cừu không cạnh tranh. Chó Samoyed có bản năng chăn cừu cơ bản có thể được huấn luyện để tham gia các cuộc thi chăn cừu.

## Sức khỏe

### Bệnh thận di truyền của chó Samoyed
Giống chó này có thể bị ảnh hưởng bởi một bệnh di truyền được biết đến là bệnh thận di truyền của chó Samoyed. Bệnh được biết là do một loại gen lỗi có tính chất X-linked ánh hưởng và do đó bệnh nghiêm trọng hơn ở chó Samoyed đực. Còn được gọi là bệnh thận di truyền (nephritis di truyền), nó được gây ra bởi một đột biến vô nghĩa trong codon 1027 của gene COL4A5 trên nhiễm sắc thể X (glycine thành stop codon), tương tự như hội chứng Alport ở con người.

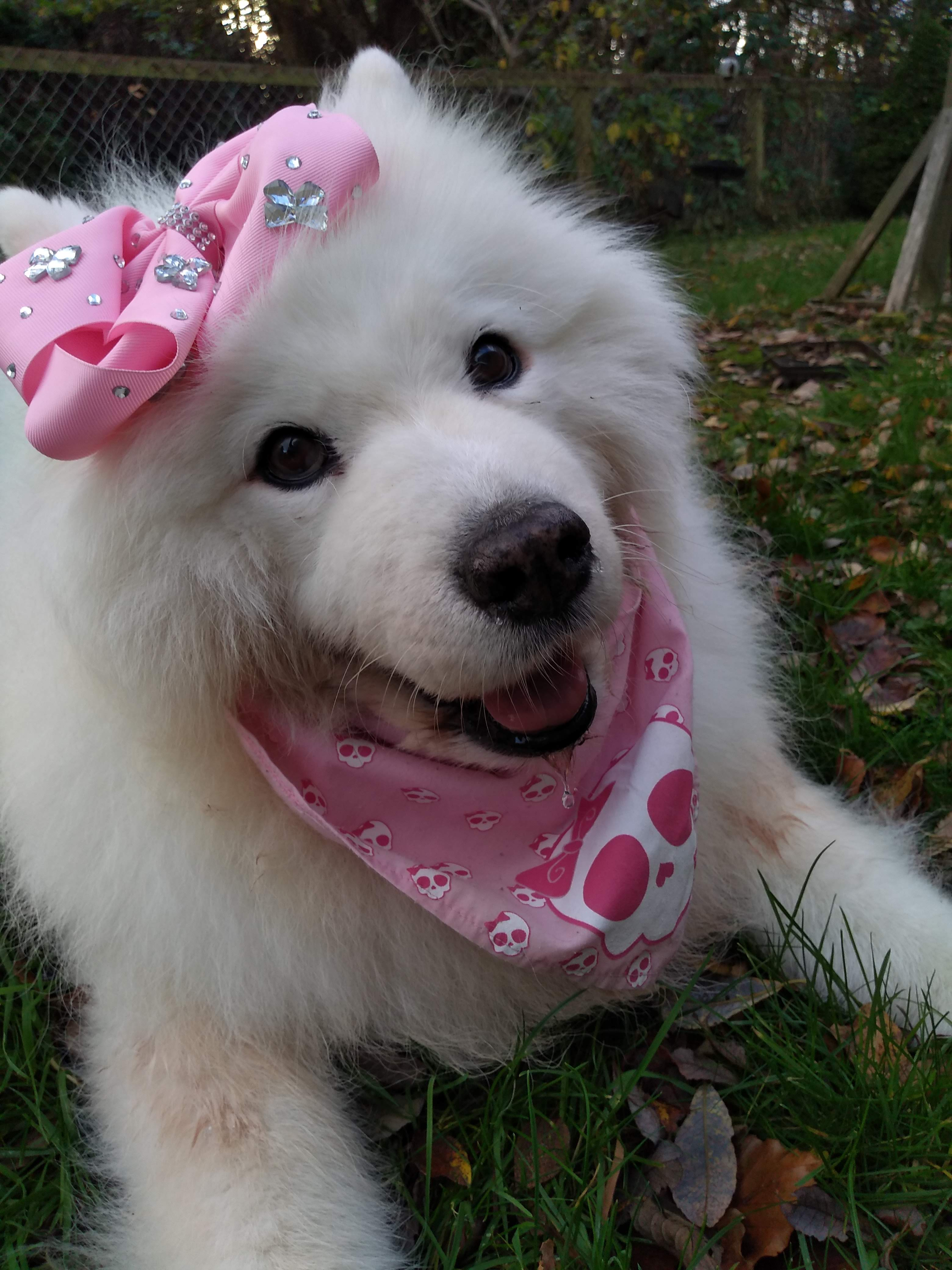
Chó Samoyed cái già

Các cá thể cái mang mầm bệnh có thể phát triển các triệu chứng nhẹ sau 2-3 tháng tuổi, nhưng hầu hết không phát triển thành suy thận. Bệnh được gây ra bởi một khuyết điểm trong cấu trúc của loại-IV collagen trong sợi của màng cơ bản gốc của màng cơ bản cầu thận. Kết quả là, các sợi collagen trong màng cơ bản gốc cầu thận không thể tạo ra liên kết chéo, vì vậy tính toàn vẹn cấu trúc bị suy yếu và màng trở nên dễ bị tổn thương. Khi cấu trúc của màng cơ bản bắt đầu thoái hóa, các protein huyết thanh bị mất trong nước tiểu và các triệu chứng bắt đầu xuất hiện. Các con đực bị ảnh hưởng có vẻ khỏe mạnh trong ba tháng đầu đời, nhưng sau đó các triệu chứng bắt đầu xuất hiện và trở nên nghiêm trọng hơn khi bệnh diễn tiến: chó trở nên uể oải và mất cơ, do proteinuria. Từ ba tháng tuổi trở đi, tốc độ lọc cầu thận giảm, chỉ ra suy thận tiến triển.
Lâm sàng, proteinuria được phát hiện ở cả hai giới từ ba đến bốn tháng tuổi; ở những con chó lớn hơn tuổi này, suy thận kết hợp với mất thính giác hơn hay ít hơn diễn ra nhanh chóng và dự kiến chết ở độ tuổi từ 8 đến 15 tháng. Ở những cái mang một bản gen khác nhau, bệnh phát triển chậm chạp. Bệnh có thể được điều trị để làm chậm quá trình phát triển bằng cách sử dụng cyclosporine A và các chất ức chế ACE, nhưng không thể ngăn chặn.
Nếu một cái mang mầm bệnh giao phối với một con đực lành mạnh, con cái sẽ có 50% cơ hội mang mầm bệnh, và bất kỳ con đực nào cũng có 50% cơ hội bị ảnh hưởng bởi bệnh. Một xét nghiệm di truyền có sẵn cho bệnh này.

### Những vấn đề sức khỏe khác
Đối với chó Samoyed, có một số bệnh di truyền đặc trưng của giống chó được mô tả trong tài liệu thú y:
- Tiểu đường tương tự nhưng không giống như tiểu đường loại 1 ở con người (thiếu insulin): Bệnh này xuất hiện ở chó Samoyed vào độ tuổi trung niên, độ tuổi trung bình khi chẩn đoán là bảy tuổi. Nguyên nhân là viêm mãn tính của tuyến tụy và / hoặc phá hủy tế bào beta của đảo Langerhans do tự miễn cơ thể. Ngoài ra, autoantibody đối với insulin đã được phát hiện trong chó bị ảnh hưởng. Một số đánh dấu di truyền được thảo luận như các nguyên nhân có thể.[19][20]
- Suy giảm tiến trình thị giác (PRA) do một mutation frameshift trong vùng RPRG của nhiễm sắc thể X. Bệnh dẫn đến mất dần thị giác, dẫn đến mù lòa cuối cùng. Các triệu chứng đầu tiên xuất hiện giữa hai và năm tuổi. Bệnh tương ứng với loại PRA X-linked 3 ở con người.[21][22]
- Chân ngắn kết hợp với các bất thường về mắt: một khuyết điểm di truyền tại vị trí COL2A1 dẫn đến sự bất cân xứng của sự cùng giới tính do chiều ngắn của chi dẫn đến thoái hóa mắt, hoặc / và tách rời võng mạc, lỏng giọt thủy tinh và một mạch huyết thủy tinh cố định. Sự bất thường về võng mạc là bất thường (tức là xảy ra ở chó lai); các triệu chứng khác là ẩn, nên chỉ biểu hiện ở những con chó đồng kiểu. Những điều kiện này không ảnh hưởng đến việc biểu hiện của protein opticin.[23][24][25]
- Co hẹp phổi xảy ra thường xuyên hơn ở chó Samoyed so với các giống khác. Bệnh có thể gây khó thở, loạn nhịp tim và mệt nhanh khi di chuyển, và tăng nguy cơ suy tim phải.[26]
- Bệnh khớp hông cũng là một vấn đề đáng lo ngại đối với chó Samoyed.[27]
- Giống chó này cũng có thể bị ảnh hưởng bởi nhiễm trùng tuyến mồ hôi, một bệnh da tự miễn cúm bội nhiễm không phổ biến.[28]